# Abills
Abills (~AsmodeuS~ (Advanced) Billing System) — Open Source автоматизована система розрахунків, написана на Perl і поширювана за ліцензією GPL2. Система є модульною ACP (автоматизованою системою розрахунків), що надає можливість допрацьовувати бракуючі функціональні можливості системи без зачіпання ядра системи. Використовується разом з MySQL і FreeRadius.
В компанії розробляються додатки для клієнтів провайдерів, які дають змогу зручно користуватись послугами інтернет провайдера:
- ABillS Stats - Розширення для веббраузера Google Chrome, яке надає доступ до деяких функцій клієнтського кабінету (перегляд статистики, балансу авторизація тощо) без необхідності входу в сам кабінет. Доступні функції попередження при низькому балансі.
- ABills Lite - мобільний додаток для абонентів оператора зв'язку, який дозволяє зручно переглянути та поповнити баланс. Змінити призупинити, переглянути свої послуги, написати в технічну підтримку та отримувача вчасно Push повідомлення про акції або відповідь з технічної підтримки, переглянути історію списань та поповнень балансу.
- AMon - Являє собою С ++ додаток, що надає доступ до основних функцій білінгової системи (перегляд статистики, зміна пароля, поповнення рахунку, авторизація тощо) без необхідності запуску браузера. Крім того, вміє створювати PPPoE та PPTP підключення. Детальніше в офіційній документації [Архівовано 23 вересня 2015 у Wayback Machine.]

Програми для адміністраторів:
- ATrey - C++ додаток, для підвищення зручності користування модулем Callcenter.
- AEngineer - додаток для платформи Android, який полегшує роботу монтажника.

## Склад системи
- ядро системи
- RADIUS-сервер (FreeRADIUS)
- БД- сервер (MySQL)
- інтерфейс адміністратора
- компоненти інтерфейсу користувача

## Модулі системи
- Abon - Модуль періодичних платежів
- Ashield - Модуль надання послуг антивірусного захисту
- Bonus - Модуль автоматичного нарахування винагород
- BSR1000 - Модуль моніторингу CMTS River Delta BSR 1000
- Cards - Модуль роботи з ваучерами оплати
- Config - Модуль візуальної настройки системи через веб інтерфейс
- Dhcphosts - Модуль управління DHCP сервісами та роботи з IPoE
- Docs - Модуль роботи з бухгалтерськими документами
- Dunes - Модуль опису помилок MS Windows
- Extfin - Розширений фінансовий модуль для взаємодії із зовнішніми бухгалтерськими системами
- Equipment - Модуль моніторингу та управління обладнанням (Ethernet, PON, Wi-Fi)
- Ipn - Модуль підрахунку трафіку IPoE (працює в зв'язки з модулями Dv і DHCP)
- Iptv - Управління телебаченням: кабельним, цифровим, IPTV
- Mail - Модуль управління поштовим сервером та поштовими акаунтами
- Maps - Модуль геовізуалізації бізнес процесів та ведення карти мережі
- Mdelivery - Модуль розсилки повідомлень
- Marketing - Модуль створення маркетингових звітів
- Msgs - Модуль для зв'язку між суб'єктами системи (клієнтами та адміністраторами)
- Multidoms - Модуль для створення незалежних суббілінгів
- Paysys - Модуль автоматичного зарахування платежів через різні платіжні системи
- Netlist - Список мереж з їх описом
- Notepad - Персональний блокнот адміністратора
- Voip - Модуль роботи з VoIP (GNU Gatekeeper, Asterisk, CDR)
- Snmputils - Утиліти контролю по SNMP
- Sharing - Модуль для надання авторизованого доступу до ресурсів
- Sqlcmd - Модуль управління та аналізу СУБД
- Sysinfo - Інформація про систему
- Squid - Модуль моніторингу Squid
- Ureports - Модуль для оповіщення користувачів про стан рахунку та іншим подіям
- Sms - Модуль розсилки SMS
- Storage - Складський облік
- Rwizard - Модуль побудови індивідуальних бухгалтерських звітів
- 3play - Модуль об'єднання послуг (Internet / TV / Voip) в один пакет
- Tags - Модуль тегування абонентів для більш зручного їх групування

## Підтримувані платформи та операційні системи
- FreeBSD
- GNU/Linux
- Будь-яке середовище, де можливе встановлення Perl, FreeRADIUS, MySQL (принципово, хоч на Windows).
- Abills підтримується Userside